# 바닥 쿼크
바닥 쿼크(영어: bottom quark) 또는 아름다운 쿼크(beauty quark)는 쿼크 3세대로 전하는 −⁠1/3⁠ e이다.
모든 쿼크는 전약력과 양자 색역학에 의해 비슷한 방식으로 설명되나, 바닥 쿼크는 예외적으로 낮은 질량을 가진 쿼크로 전이되는 비율이 낮다. 바닥 쿼크는 꼭대기 쿼크 붕괴에서 거의 대부분 생성되며, 힉스 보손 붕괴에서 자주 생성되기 때문에 유명하다.

## 이름과 역사
바닥 쿼크는 1973년에 처음으로 물리학자 고바야시 마코토와 마스카와 도시히데가 CP 대칭성 깨짐을 설명하기 위해 이론적으로 도입되었다. "바닥"이라는 이름은 1975년에 하임 하라리가 붙였다.
바닥 쿼크는 1977년에 리언 레더먼이 이끄는 페르미 국립 가속기 연구소 E288 실험팀에서 가속기가 바닥 쿼코늄을 생성했을 때 발견되었다. 고바야시와 마스카와는 CP 대칭성 깨짐에 대한 설명으로 2008년에 노벨 물리학상을 수상했다.
바닥 쿼크가 발견 되었을 때, 바닥 쿼크의 이름을 "아름다움"(beauty)으로 정하려는 사람들도 있었지만, "꼭대기"와 "바닥"이 "위"와 "아래"에 유사해서 "바닥"이 주로 사용되었다.

## 고유한 특징
바닥 쿼크의 정지 질량은 약 4.2 GeV/c2으로 양성자 질량의 네 배보다 크고, 일반적으로 "가벼운" 쿼크들의 몇 천 배 정도이다.
비록 바닥 쿼크의 거의 대부분이 꼭대기 쿼크에서나 꼭대기 쿼크로 전이하지만, 바닥 쿼크는 약한 상호작용을 통해 위 쿼크나 맵시 쿼크로 붕괴할 수 있다. CKM 행렬의 원소 Vub와 Vcb는 둘 다 붕괴가 억제될 때의 속도를 정하기 때문에 대부분의 바닥 입자들의 평균 수명(~10−12 s)이 맵시 입자의 평균 수명(~10−13 s)보다 길지만 기묘 입자의 수명(~10−10에서 ~10−8 s)보다는 짧게 만든다.
높은 질량과 낮은 전이율의 조합은 바닥 쿼크를 지니는 실험적인 충돌 부산물이 B-표지라고 하는 기술을 이용해서 상대적으로 구분하기 쉽게 만드는 고유한 특징을 준다. 이러한 이유로, 바닥 쿼크를 지니는 중간자는 예외적으로 질량에 비해 수명이 길고, CP 대칭성 깨짐을 조사하기 위해 사용하기 쉬운 입자이다. 이런 종류의 실험은 BaBar, 벨 그리고 LHCb 실험에서 실행되었다.

## 바닥 쿼크를 지닌 강입자
아래의 강입자는 바닥 쿼크를 지니고 있다:
- B 중간자는 바닥 쿼크(혹은 그 반입자)와 위 쿼크 혹은 아래 쿼크를 지닌다.
- B
c와 
B
s 중간자는 각각 바닥 쿼크와 맵시 쿼크나 기묘 쿼크를 지닌다.
- 쿼코늄 상태가 많다: 예를 들면 LHC에서 처음으로 발견된 입자인 
ϒ
중간자와 χb(3P)가 있다. 이는 바닥 쿼크와 그 반쿼크로 이루어진다.
- 바닥 중입자도 발견되었으며, 기묘 중입자와 대응되도록 명명되었다. (예: 
Λ0
b)

## 같이 보기
- 쿼크 모형
- B-factory
- B 중간자

## 추가 문헌
- L. Lederman (1978). “The Upsilon Particle”. 《Scientific American》 239 (4): 72–81. Bibcode:1978SciAm.239d..72L. doi:10.1038/scientificamerican1078-72.
- R. Nave. “Quarks”. 《HyperPhysics》. Georgia State University, Department of Physics and Astronomy. 2008년 6월 29일에 확인함.
- A. Pickering (1984). 《Constructing Quarks》. University of Chicago Press. 114–125쪽. ISBN 978-0-226-66799-7.
- J. Yoh (1997). “The Discovery of the b Quark at Fermilab in 1977: The Experiment Coordinator's Story” (PDF). 《Proceedings of Twenty Beautiful Years of Bottom Physics》. AIP Conference Proceedings 424: 29–42. Bibcode:1998AIPC..424...29Y. doi:10.1063/1.55114. 2009년 7월 24일에 확인함.